# Laufás

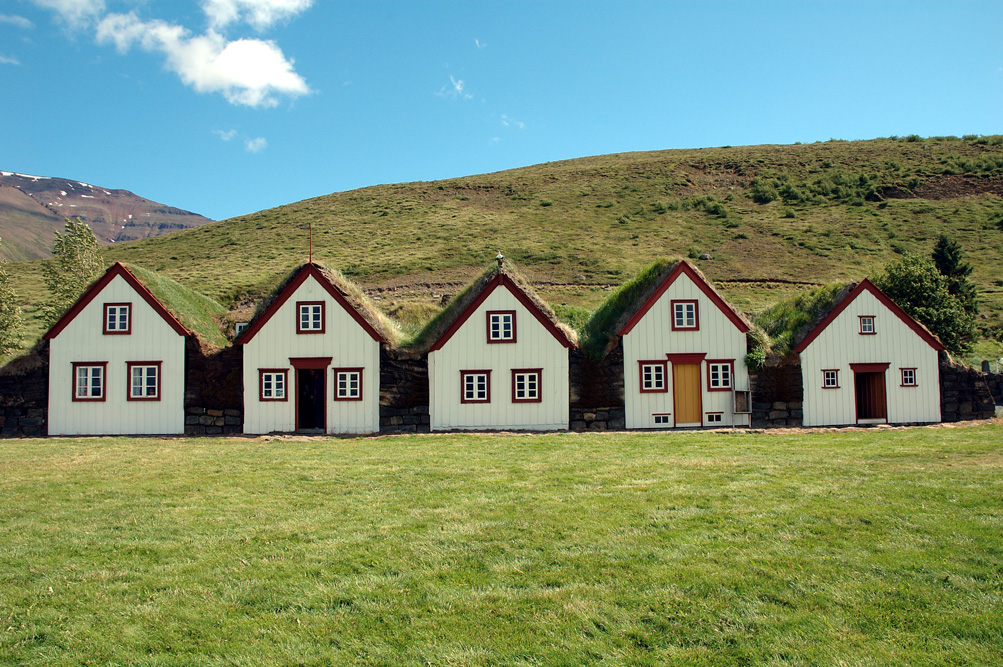
Der alte Hof von Laufás

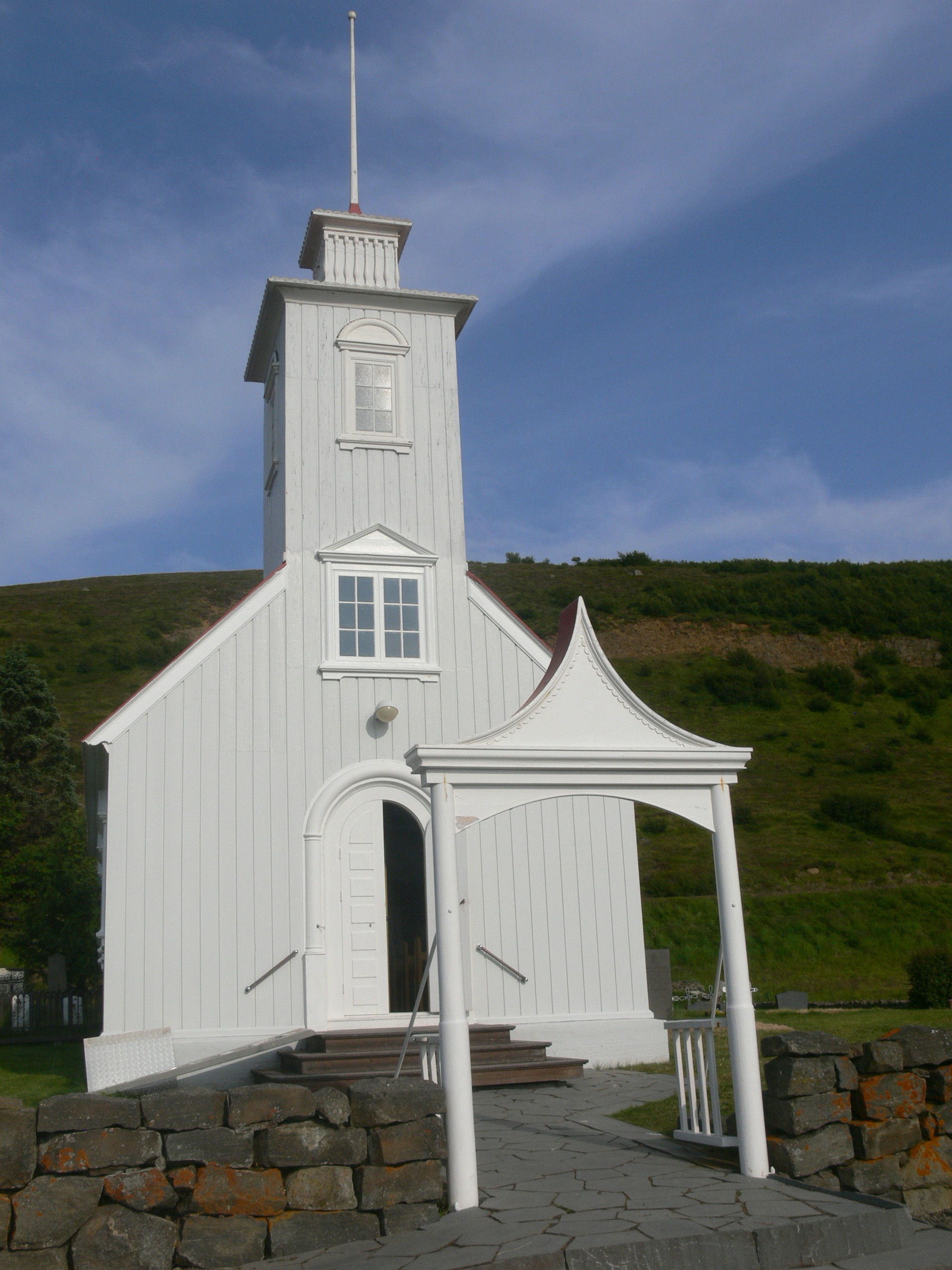
Kirche von Laufás

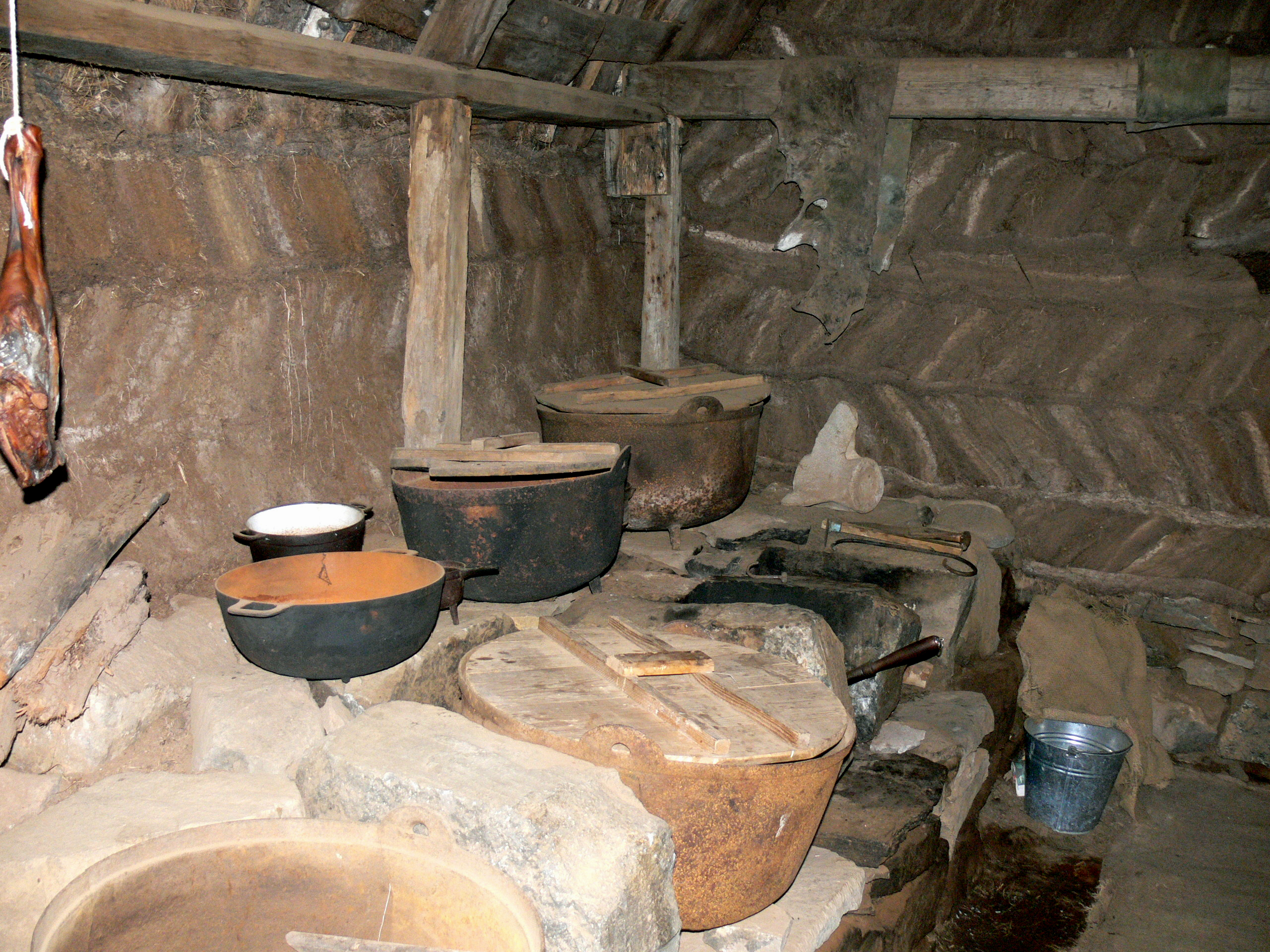
Im Innern, die Torfziegel sind erkennbar

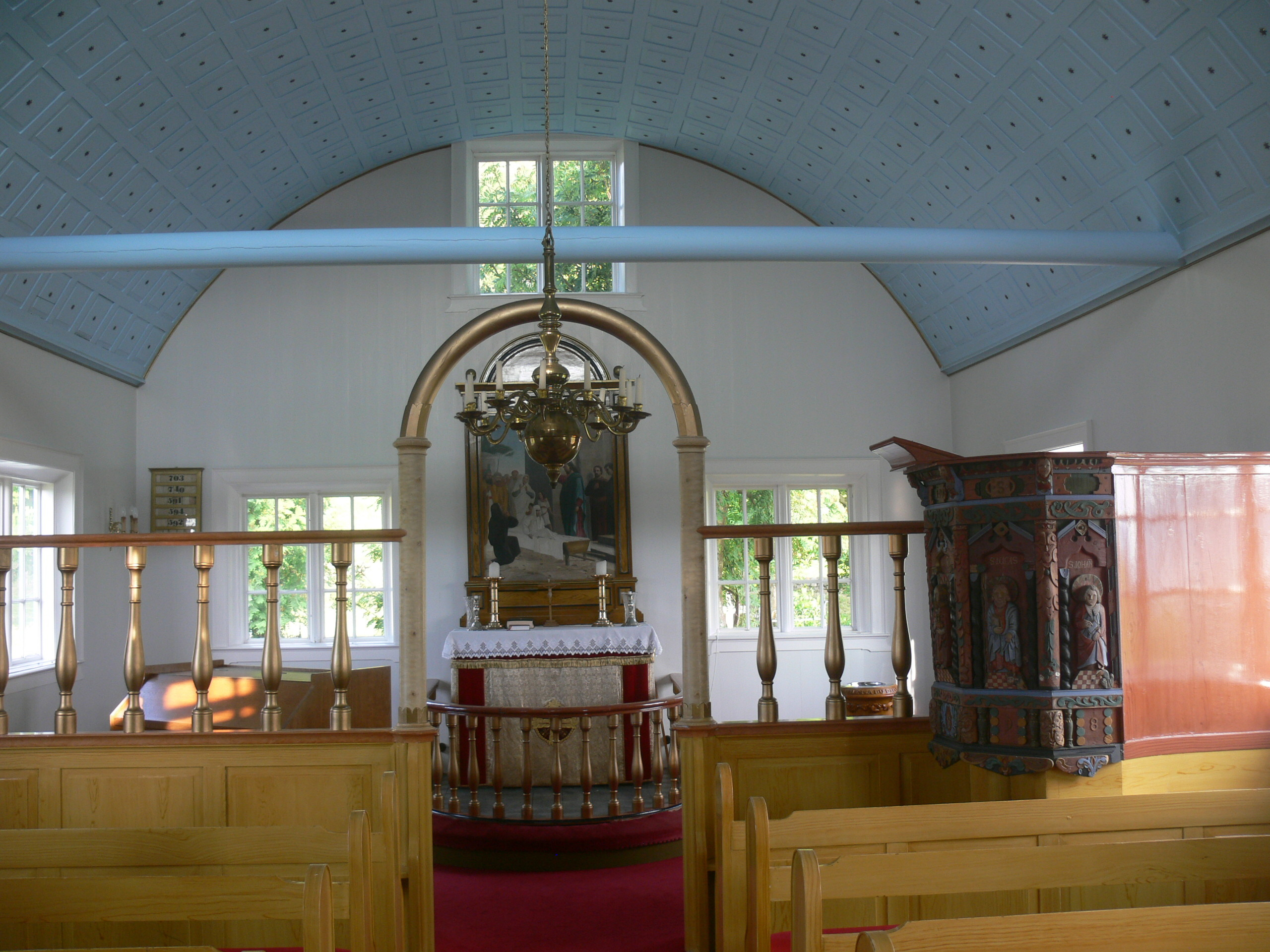
Innenraum der Kirche von Laufás

Der Museumshof Laufás liegt am Ostufer des Eyjafjörðurs im Norden Islands. Laufás liegt 30 Straßenkilometer nordöstlich von Akureyri in der Landgemeinde Grýtubakki. Der Museumshof kann über den Sommer täglich besichtigt werden.

## Geschichte
Laufás wird bereits in Aufzeichnungen aus der Zeit der Landnahme Islands (874–930) erwähnt und war häufig Wohnsitz mächtiger Clanchefs. Seit der Christianisierung Islands im Jahre 1000 stand hier immer eine Kirche, die vor der Reformation dem Apostel Petrus geweiht war. Laufás war von 1047 bis 1936 Wohnsitz eines Pfarrers. Die heutigen Gebäude des benachbarten Torfhofs wurden 1866–1870   errichtet.  Aus Laufás stammte der spätere Bischof þórhallur Bjarnarson (1855–1916), der später in Reykjavík residierte. Die Straße, in der er wohnte, wurde in Anlehnung an seinen Geburtsort "Laufásvegur" genannt und ist heute eine wichtige Geschäftsstraße.

## Architektur
Die Wände und der rückwärtige Giebel der Gebäude sind aus Torfziegeln aufgeschichtet. Im Innern sind eine Küche, Schlaf-, Vorrats- und Wohnräume zu sehen, und besonders sehenswert ist die baðstofa, ein typischer Aufenthaltsraum alter isländischer Wikinger- und Bauernhäuser. Etwas abseits steht eine Schmiede.
Die Kirche Laufáskirkja wurde 1865 von dem aus Laufás stammenden Schreiner und Zimmermann Tryggvi Gunnarsson (1835–1917) und Zimmermann Jóhann Bessason (1839–1912) erbaut und hat eine Kanzel mit der Jahreszahl 1698, und am östlichen Giebel der Kirche erhebt sich eine der höchsten Ebereschen Islands von 1855. Die Kirche hat eine Grundfläche von 62 m² und verfügt über 110 Sitzplätze.  Sie hat eine Länge von 10,19 m und eine Breite von 6,15 m, und seit 1990 steht sie unter Denkmalschutz.

## Exponate
In den Gebäuden sind u. a. Möbel, Haushaltsgegenstände und Kleidungsstücke aus der Mitte des 19. Jahrhunderts zu sehen.